# جک کهو
جک کهو (به انگلیسی: Jack Kehoe) (زاده ۲۱ نوامبر ۱۹۳۴ – درگذشته ۱۴ ژانویه ۲۰۲۰) بازیگر آمریکایی بود.
از فیلم‌های معروف او می‌توان به بازی در فیلم گریز نیمه‌شب، مقاله، دو مدل از یک نوع، اسلحه‌های جوان ۲ و دی.او.ای. اشاره کرد.